# Рейд на Медуэй
Рейд на Медуэй (англ. Raid on the Medway) или Рейд на Чатем (англ. Raid on Chatham) — успешное голландское нападение на английские военные корабли, стоявшие на верфях Чатема, в период Второй англо-голландской войны. Рейд ускорил окончание войны и заключение благоприятного для голландцев мира.

## Предыстория
В 1667 году флот Карла II был сильно сокращён из-за необходимости уменьшения государственных расходов, крупные корабли стояли на приколе в нескольких портах. Голландцы решили воспользоваться этой возможностью. Они составляли планы такого нападения в 1666 году после Четырехдневного сражения, но эти планы были сорваны поражением в битве в день Святого Иакова. Вдохновителем плана был ведущий голландский политик Ян де Витт. Его брат Корнелис де Витт был прикомандирован к флоту в должности контролёра. Мирные переговоры в Бреде уже начались, но Карл II тянул с подписанием мира, надеясь улучшить свои позиции в ходе тайных переговоров с французами. Исходя из этого, де Витт решил, что лучше закончить войну быстро и с убедительной победой, обеспечив тем самым более выгодные условия мира. Большинство голландских офицеров испытывали сильные сомнения по поводу целесообразности смелого нападения на английский флот, опасаясь мелей в устье Темзы, но они были вынуждены подчиниться приказу.

## Рейд

### Подготовка

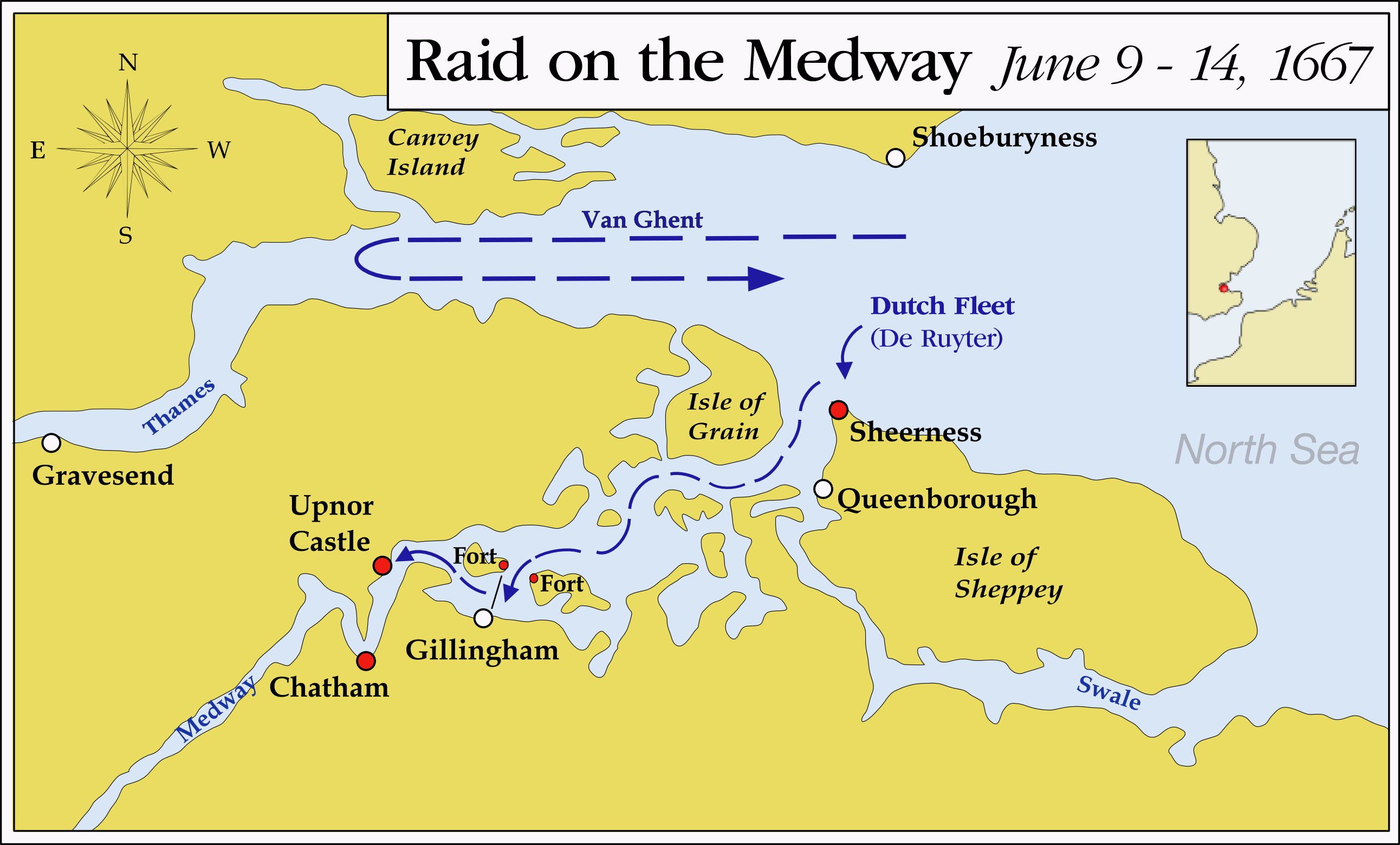
Карта боевых действий

27 мая эскадра Адмиралтейства Роттердама во главе с Рюйтером отплыла от острова Тексел на соединение с эскадрами Амстердама и Северного адмиралтейства. Узнав, что эскадра Фрисландии ещё не была готова из-за проблем с припасами, Рюйтер отправился к Схоневельду, чтобы присоединиться к эскадре Зеландии. 14 июня Рюйтер отправился к устью Темзы, имея под командованием 62 фрегата и других военных корабля, около 15 лёгких судов и 12 брандеров. Флот был разделен на три эскадры: первой руководил сам Рюйтер, ему помогали вице-адмирал Йохан де Лифде и контр-адмирал Ян Янссе ван Нес. Второй эскадрой командовал лейтенант-адмирал Арт Янссе ван Нес, ему помогали вице-адмирал Энно Доэдес Стар и контр-адмирал Виллем ван дер Зан. Третью эскадру возглавлял лейтенант-адмирал барон Виллем-Йозеф ван Гент, ему помогали лейтенант-адмирал Ян Меппел и контр-адмиралы Давид Флюг и Ян Вербург. Гент был на самом деле реальным командиром экспедиции и осуществлял все оперативное планирование: рейд подразумевал высадку десанта, а Гент был в своё время командиром голландской морской пехоты.
16 июня голландский флот подошёл к устью Темзы. 17 июня Корнелис де Витт на военном совете показал свои секретные инструкции от Генеральных штатов. От офицеров поступило множество возражений по поводу входа в воды Темзы, лишь Рюйтер заявил примерно следующее: «bevelen Zijn bevelen» («приказ есть приказ»). Это заявление адмирала гарантировало Витту то, что план будет выполняться. На следующий день была предпринята попытка захватить флот из двадцати английских торговых судов, двигавшихся в направлении Лондона, но это не удалось — англичане успели бежать на запад.
Нападение застало англичан врасплох. Никаких серьезных приготовлений к такому повороту событий они не сделали, хотя получали сообщения от многочисленных шпионов. Большинство английских фрегатов были собраны в эскадры в Гарвиче и в Шотландии, оставив Лондон без защиты. В качестве дополнительной меры экономии герцог Йоркский за два месяца до того приказал списать на берег большинство экипажей трофейных судов, оставив только три сторожевых корабля у Медуэя. Сэр Уильям Ковентри заявил, что голландский десант в районе Лондона был очень маловероятным. Моральный дух англичан был низким. Не получая жалования в течение нескольких месяцев или даже лет, большинство матросов и солдат не собирались рисковать своей жизнью.

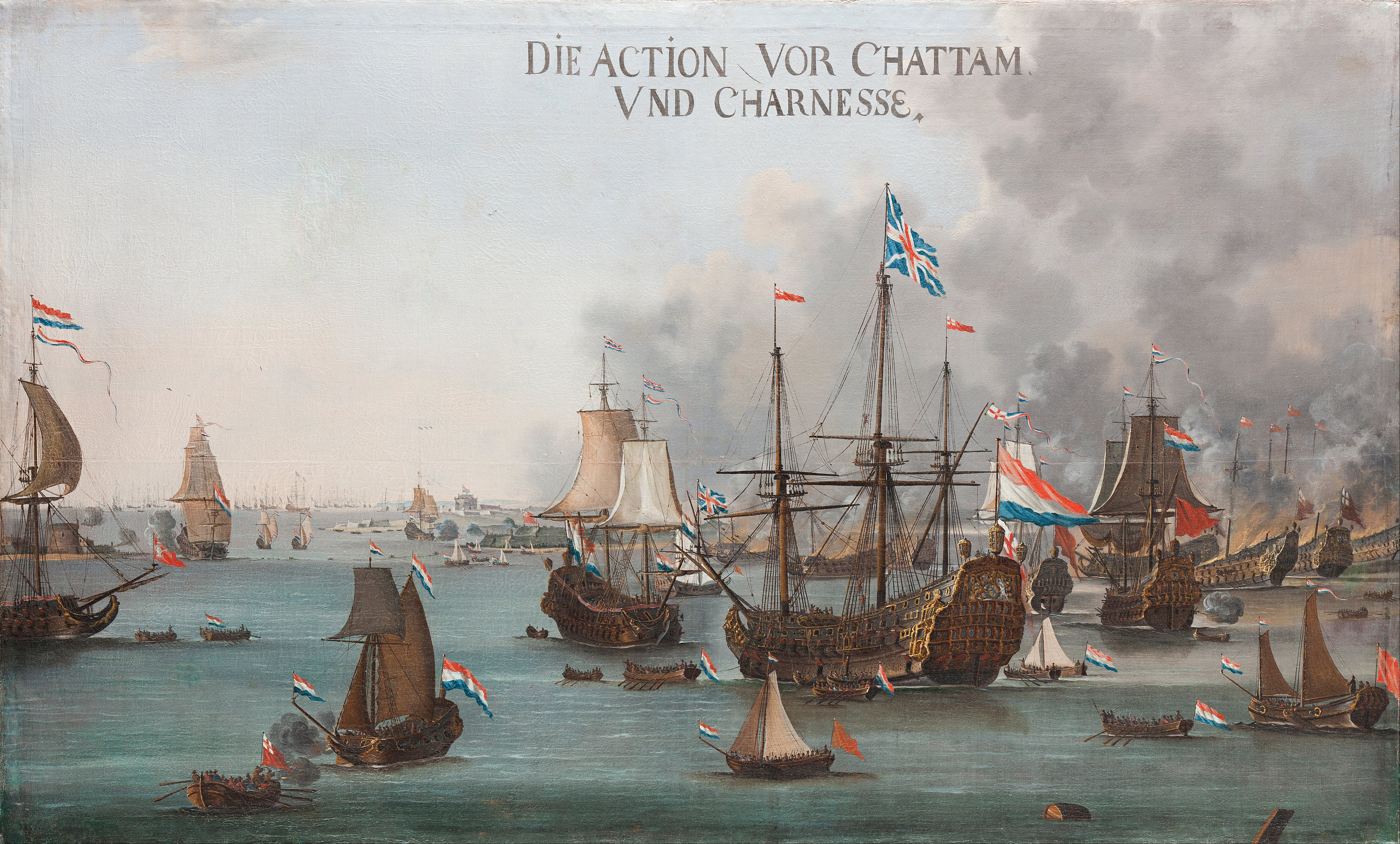
Битва у Чатема, худ. В. ван дер Стоп.

После поднятия тревоги 16 июня в доках Чатема англичане не предприняли никаких серьёзных действий, пока не увидели флот из порядка тридцати голландских кораблей в Темзе в районе форта Шернесс. В этот момент комендант Чатема Питер Петт обратился за помощью к Адмиралтейству, отправив пессимистичное сообщение в Совет военно-морского флота. Голландский флот высадил около тысячи морских пехотинцев, которые направились к острову Канвей в Эссексе. Солдаты получили строгий приказ от Корнелиса де Витта не грабить население. Однако отряд капитана Яна ван Бракеля не выполнил этот приказ. В качестве наказания ван Бракелю предложили возглавить атаку на следующий день.
Карл II приказал графу Оксфорду 18 июня мобилизовать ополчение во всех округах Лондона, а также мобилизовать все доступные баржи, чтобы перекинуть мост вниз по течению Темзы, по которому английская кавалерия могла бы быстро перемещаться с одного берега на другой. Во второй половине дня 20 июня король поручил адмиралу Джорджу Монку прибыть в Чатем, чтобы взять на себя командование английской обороной, а принцу Руперту организовать оборону в Вулвиче.

### Атака

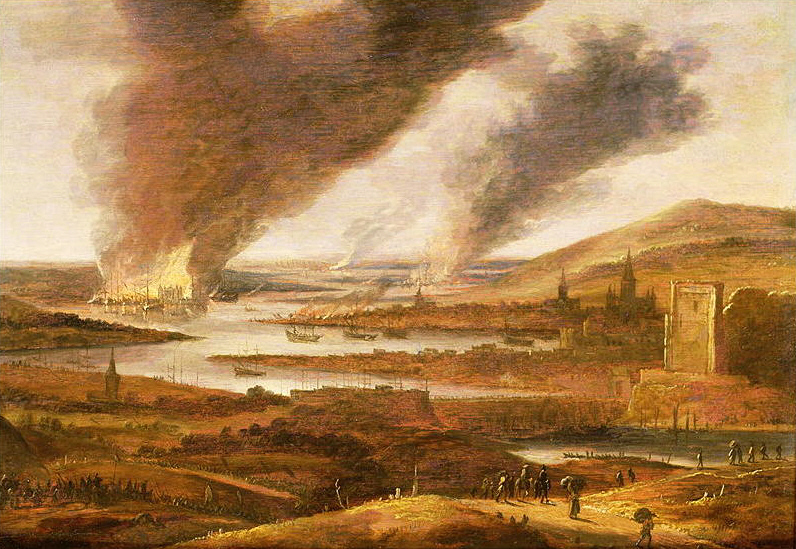
Рейд на Медуэй, худ. В. Схеллинкс. Вид с востока. Слева — форт Апнор.

Голландский флот прибыл к острову Шеппи 20 июня и начал атаку на форт Ширнесс. Капитан Ян ван Бракель на Vrede, а затем ещё два корабля подошли вплотную к форту и начали артобстрел. Сэр Эдвард Спрэгг командовал кораблями на якоре в Медуэе, но единственным кораблем, который был в состоянии защитить Ширнесс от голландцев, был фрегат Unity.
Unity был поддержан кечами, брандерами и 16 орудиями форта. Фрегат уже накренился на один борт, но потом, когда на него напал голландский брандер, Unity отошел от форта на запад. Тогда голландцы открыли огонь по форту. Двое солдат гарнизона пострадали. Остальные солдаты бежали, остались лишь семь шотландских бойцов, против которых выступило около 800 голландских морских пехотинцев, высадившихся примерно в миле от форта. Ширнесс был занят, его орудия взорваны. Спрэгг отплыл вверх по реке к Чатему на своей яхте Henrietta. Там же собрались многие офицеры, на следующий день прибыл Монк. В Адмиралтействе царила полная растерянность.
21 июня Монк запросил эскадрон кавалерии и роту солдат, чтобы укрепить замок Апнор. Комендант Чатема Петт предложил затопить несколько крупных и мелких кораблей на подходе к докам. Так, были затоплены Golden Phoenix, House of Sweden (бывшие корабли Голландской Ост-Индской компании Gulden Phenix и Huis van Swieten), а также Welcome, Constant John, Unicorn и John and Sarah. Спрэггу этого показалось недостаточно, и, несмотря на протесты Петта, на дно реки отправились Barbados Merchant, Dolphin, Edward and Eve, Hind и Fortune. Поперёк реки была протянута цепь на глубине около трех метров под водой.
Позиции Charles V и Matthias (бывшие голландские торговые корабли Carolus Quintus и Geldersche Ruyter) были размещены ниже по течению, перед цепью, между ними встал Monmouth. Фрегаты Marmaduke, Norway Merchant и Sancta Maria (бывший голландский Slot van Honingen) были затоплены выше цепи.

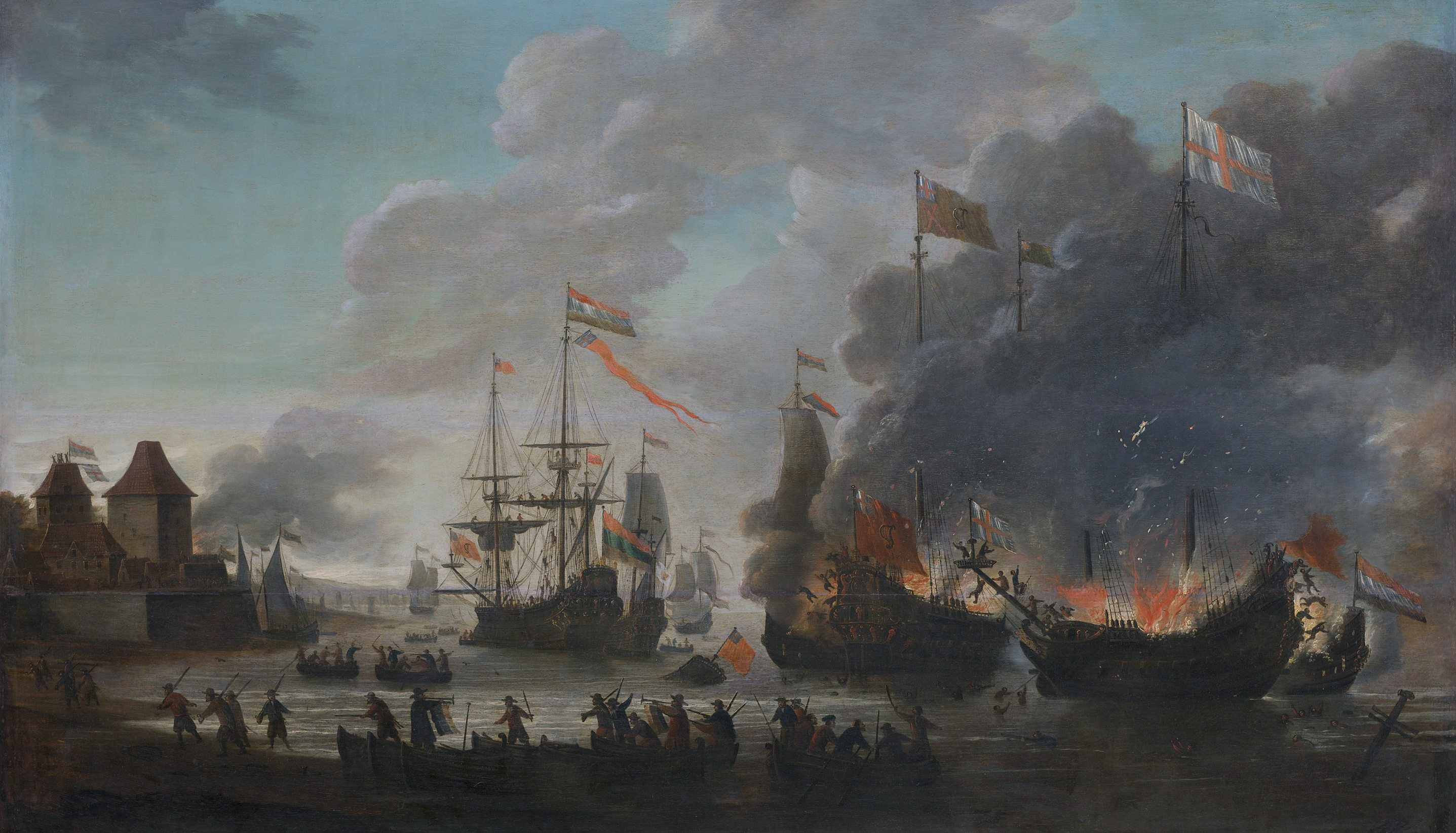
«Горящие английские корабли», худ. Я. ван Лейден. В центре — Royal Charles, справа Pro Patria и Schiedam атакуют Matthias и Charles V.

Эскадра Гента продвинулась до Медуэя 22 июня и напала на английские позиции у цепи. Unity был взял солдатами ван Бракеля на абордаж, а брандер Pro Patria под началом Яна Даниэльса ван Рейна прорвал цепь. Matthias был подожжен. Брандеры Catharina и Schiedam атаковали Charles V. Royal Charles был взят на абордаж после того, как большинство его матросов бросили судно, увидев пожар на Matthias. Только Monmouth сумел спастись. Монк был вынужден приказать всем оставшимся 16 кораблям открыть кингстоны, чтобы не допустить захвата их голландцами.
На следующий день, 23 июня, Лондон охватила паника — распространился слух, что голландцы транспортировали французскую армию из Дюнкерка для полномасштабного вторжения. Многие состоятельные граждане бежали из города. Голландцы под огнём батареии форта Апнор продолжали наступление на доки Чатема силами брандеров Delft, Rotterdam, Draak, Wapen van Londen, Gouden Appel и Princess. Англичане затопили ещё несколько кораблей. Рейд, таким образом, стоил английскому флоту порядка 15 больших кораблей и нескольких малых судов.

## Последствия

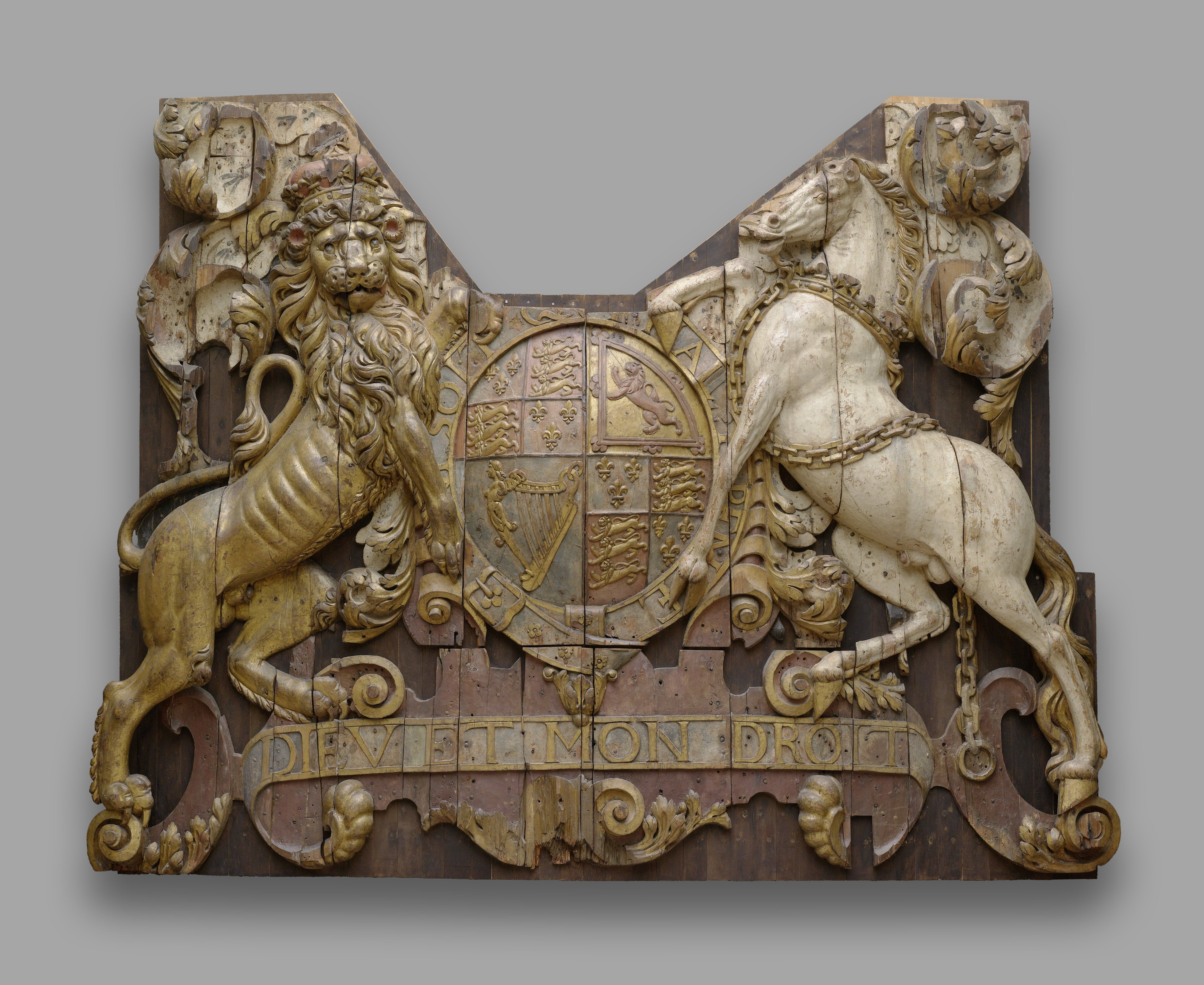
Фрагмент кормы Royal Charles в Военном музее Амстердама

Общий ущерб от рейда для английской стороны составил не менее £ 200,000. Коменданта Чатема Петта сделали козлом отпущения, оштрафовали на 5000 фунтов стерлингов и лишили должности, в то время как чиновники, не принявшие мер к укреплению обороны Медуэя, избежали ответственности. В течение нескольких лет английский флот переживал последствия рейда, лишь к 1670 году началась реализация новой программы строительства флота.
Рейд на Медуэй нанес серьезный удар по репутации английской короны. Карл II воспринял как личное оскорбление атаку голландцев в условиях ведения мирных переговоров. Эта обида стала одной из причин Третьей англо-голландской войны.
Общие потери голландцев составили восемь брандеров и около пятидесяти погибших солдат. В Республике народ ликовал после победы: были проведены торжества, которые повторили, когда в октябре флот вернулся в порты. Рюйтер, Корнелис де Витт и ван Гент были удостоены драгоценных золотых чаш, изготовленных Николас Локеманом, с изображением событий рейда.
Захваченный Royal Charles, чье водоизмещение было слишком большим для голландских отмелей, был поставлен в сухой док около Хеллевутслёйса и стал использоваться как музей и место для приема иностранных делегаций. После протестов со стороны англичан приемы прекратились, и фрегат был отправлен в 1672 году на слом. Однако герб со львом и единорогом с его кормы с 1883 года выставлен в музее в Амстердаме.